# 高雄市私立復華高級中學
高雄市私立復華高級中學（英語：FUHWA Senior High School ，FSHS），簡稱為復華高中、FSHS或復華中學，位於臺灣高雄市苓雅區，1957年成立。

## 校史
- 1955年，創辦該校，校名私立復華中學補習學校，校址設於高雄市建國二路（高雄火車站東側）。
- 1957年，改制為私立復華中學，設高中部及初中部。
- 1958年，由於原址不敷發展，遷至民權一路四十二號，同年9月將中級補習學校改為復華中學附設補習學校，設高級補校及初級補校。
- 1965年，7月設立補校綜合商業科。
- 1967年，設立夜間部。
- 1968年，停辦初中部，增設日間部綜合商業科、國際貿易科、企業管理科、會計統計科及附設夜間部電子科、綜合商業科。
- 1971年，增設日間部機工科及補夜電子科。
- 1972年，增設中學部電器科及補校機工科。
- 1977年，增設日間部暨補校服裝科及電器科。
- 1983年，停招日間部電器科。
- 1985年，停招日間補校綜合商業科。
- 1986年，停招補校電器科。
- 1989年，設立資訊科及幼兒保育科。
- 1992年，附設實習幼兒園。
- 1993年，增設觀光事業科及資料處理科，停招資訊科與電子科。
- 1995年，增設國中部；
- 1997年，增設商業經營科、應用外語科（英文組）及補校商業經營科，停招補校幼兒保育科。
- 1998年，增設綜合高中，11月11日，獲ISO-9002認證。
- 1999年，增設美容科。
- 2002年，黃宗雄校長當選高雄市第28屆模範父親。停招商業經營科，創設電子商務科，也是高雄市唯一有電子商務科的高中。
- 2009年，增設美容科輪調式建教合作班。
- 2010年，停招綜合高中，增設觀光餐旅科輪調式建教合作班。
- 2013年，輪調式建教合作班改為階梯式建教合作班。
- 2017年，康木村校長當選高雄市第43屆模範父親。
- 2018年，停招夜間部，增設實用技能學程餐飲技術科，受雲林縣政府委託辦理雲林縣斗六市公誠非營利幼兒園。
- 2019年，應用外語科英文組改為應用英語科。
- 2020年，受高雄市政府委託辦理高雄市苓雅區英明非營利幼兒園及高雄市小港區港和非營利幼兒園，受雲林縣政府委託辦理雲林縣麥寮鄉橋頭非營利幼兒園。
- 2021年，受高雄市政府委託辦理高雄市前鎮區獅甲非營利幼兒園（國內首座木構造屋頂的非營利幼兒園），核定設立國小部，停招應用英語科。
- 2023年，停招資料處理科、電子商務科、幼兒保育科及美容科。

## 學校象徵

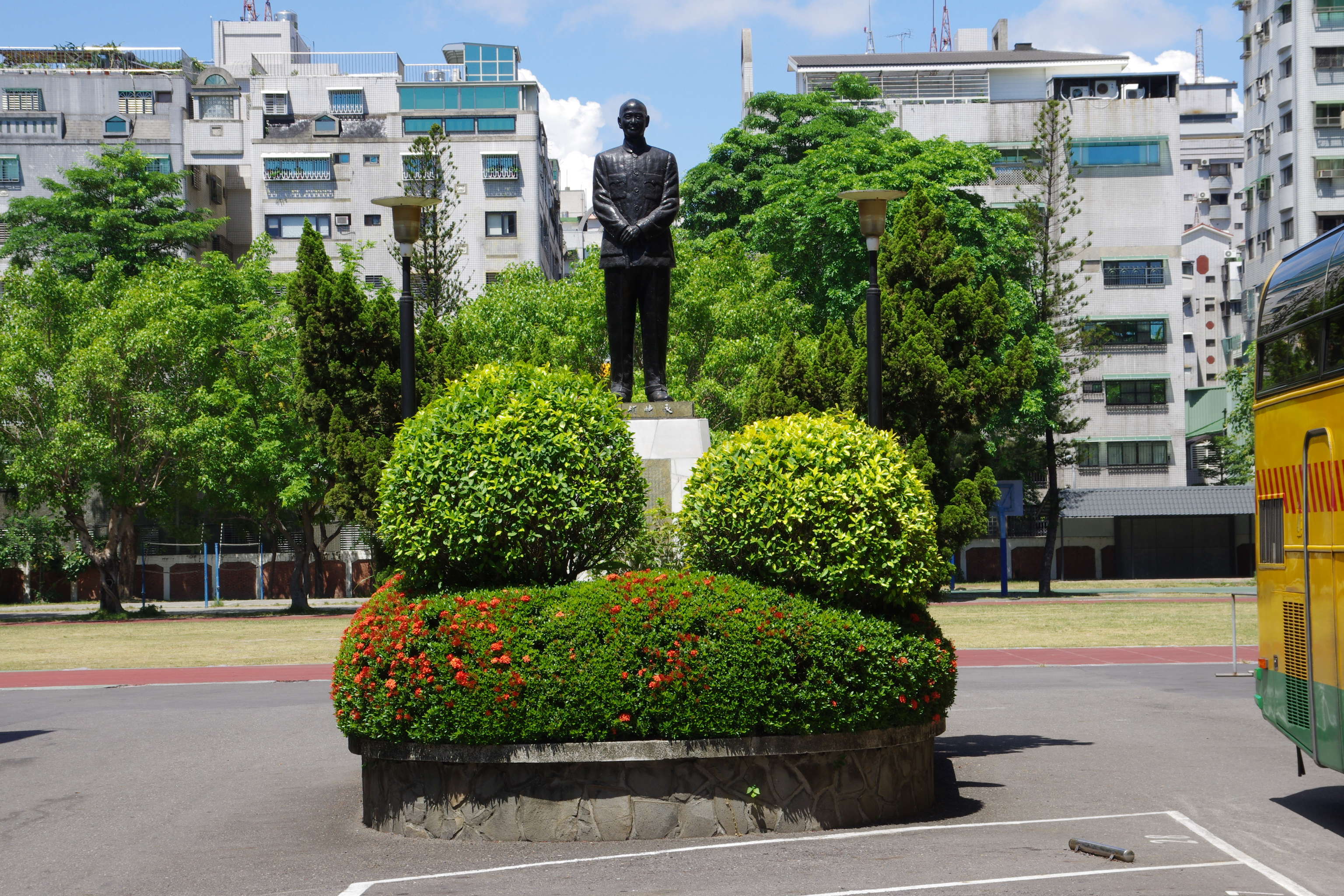
復華中學蔣公銅像

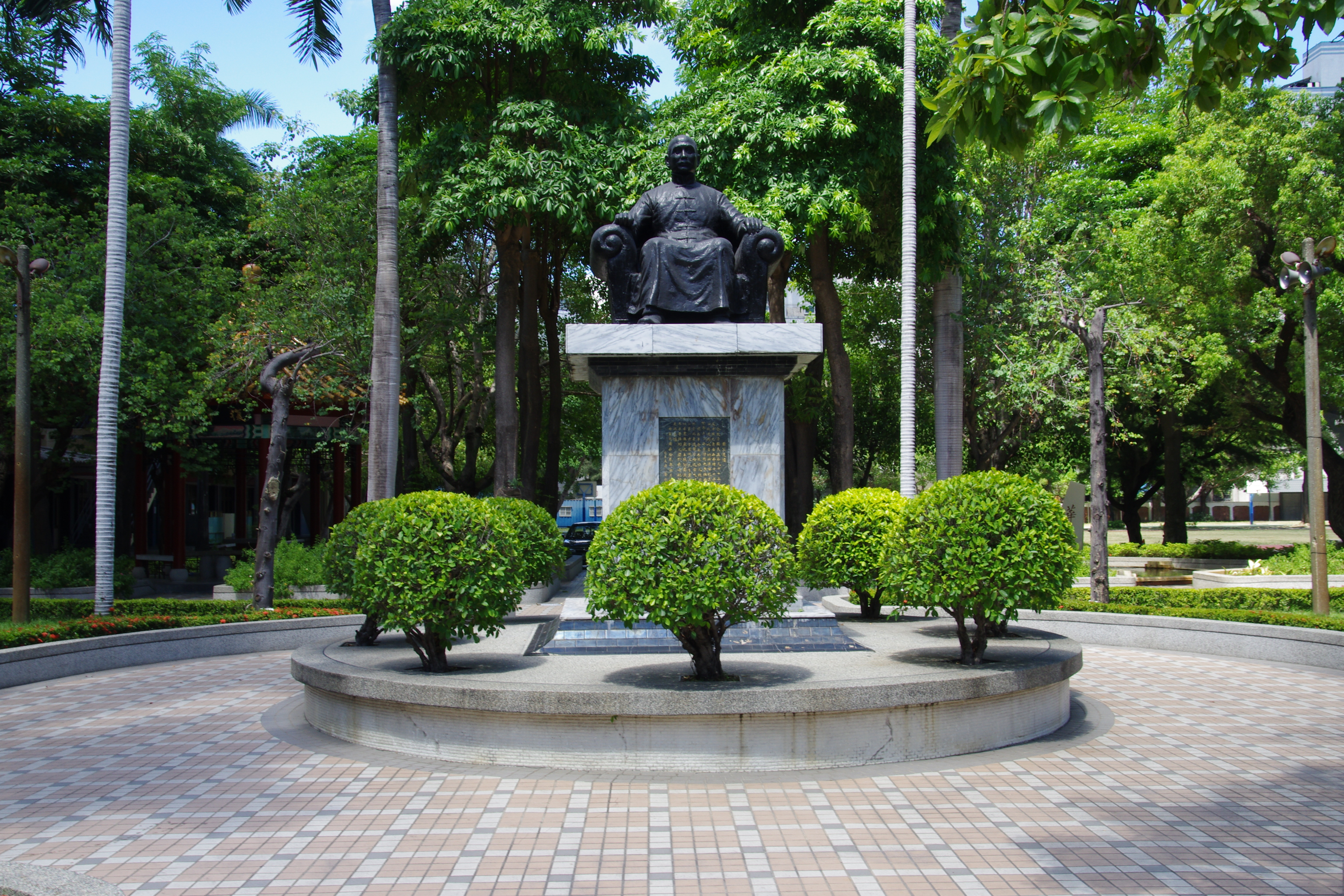
復華中學國父銅像

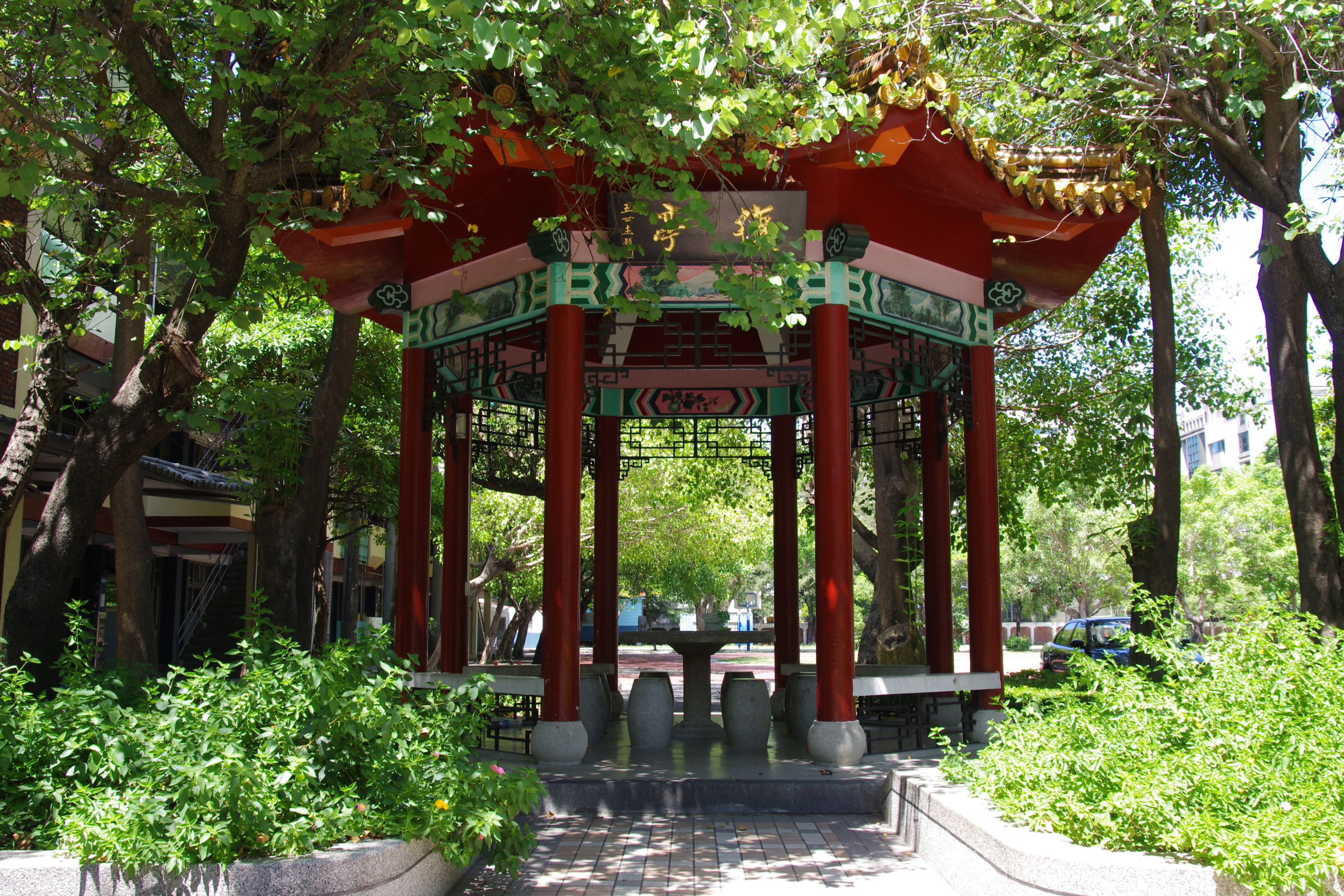
復華中學復亭

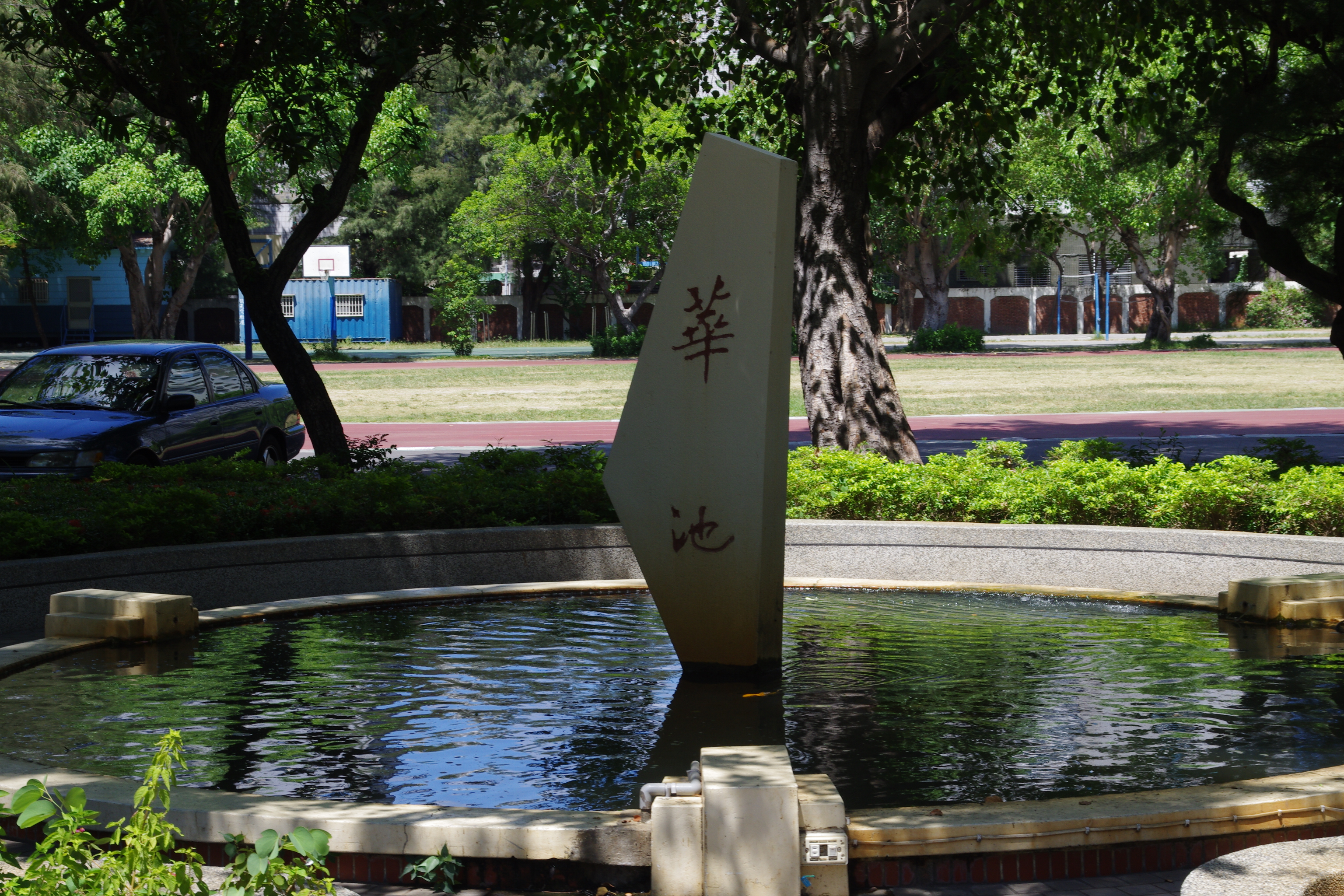
復華中學華池

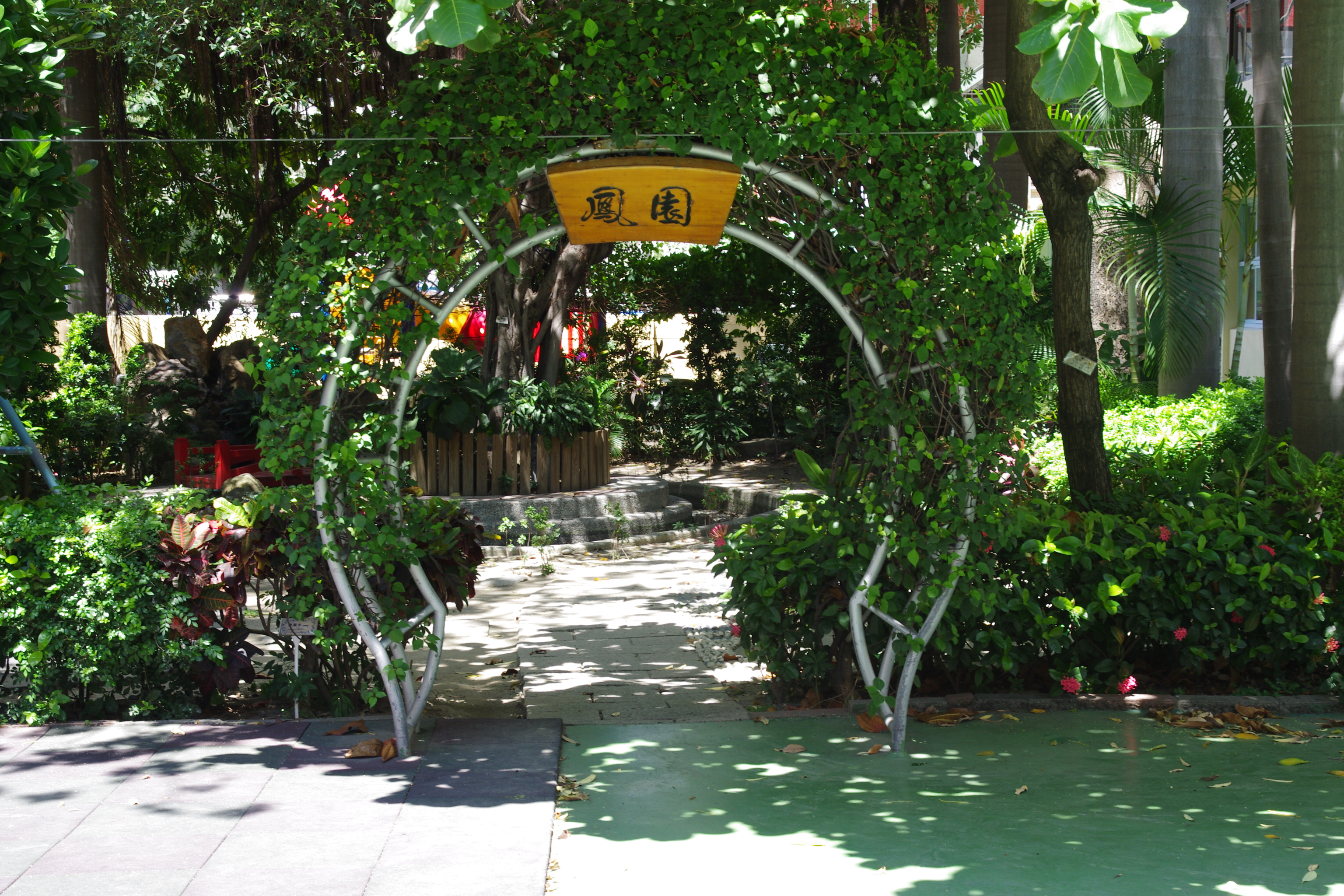
復華中學鳳園

### 創校宗旨
復興中華文化

### 校訓
愛國、孝親、敦品、勵學、力行

### 校風
勤勞服務、克難創造

### 傳統精神
復華一家親

### 校歌
詞：孫永慶博士

曲：蔡天予博士
寶島長春高港雄

復華吾校踞其中

絃歌不輟樂融融

敦品勵學勤勞動

發揚蹈勵  學以致用

復興中華為先鋒

## 歷任校長
| 任別 | 任期                   | 姓名   |
| ---- | ---------------------- | ------ |
| 1    | 1957年8月 － 1983年7月 | 孫永慶 |
| 2    | 1983年8月 － 1989年7月 | 顧頌正 |
| 3    | 1989年8月 － 2001年7月 | 柯俊明 |
| 4    | 2001年8月 － 2009年7月 | 黃宗雄 |
| 5    | 2009年8月 － 2018年7月 | 康木村 |
| 6    | 2018年8月 － 現任      | 詹耀宗 |

## 校務行政
行政單位：
- 校長室
  - 校長：詹耀宗
- 教務處
  - 主任：林秀媚
  - 教學組長：黃淑閔
  - 註冊組長：潘建豪
  - 設備組長：蔣妮霓
  - 實驗研究組長：
- 學務處
  - 主任：翁明國
  - 訓育組長：黃建裕
  - 體衛組長：詹燕凱
  - 生輔組長：劉國偉
  - 護理師：侯淑美
- 總務處
  - 主任：李巧媛
  - 出納組長：彭燕君
  - 庶務組長：宋榮超
  - 營繕組長：
- 實習處
  - 主任：楊順惠
  - 建教組長：
- 圖書館
  - 主任：王詠惠
  - 資媒組長：
- 輔導室
  - 主任：徐瑞爐
  - 輔導組長：楊子瑩
- 人事室
  - 主任：陳宛蓁
- 教官室
  - 主任：
  - 教官：劉國偉
  - 教官：李佳玲
- 會計室
  - 主任：盧培蓉
- 資訊室
  - 主任：郭癸蘭(休假中)
  - 資訊組長：
- 國中部
  - 學務組長：洪進豐
  - 教學組長：
- 國小部
  - 主任：柯東育
- 幼兒園
  - 園長：林蕙美

## 教學單位
復華中學教學單位相關請查閱學校網頁。

## 外部連結
- 高雄市私立復華高級中學學校網站 （页面存档备份，存于）
- 高雄市復華高級中學招生博覽會 （页面存档备份，存于）
- 復華中學圖書館資訊系統 （页面存档备份，存于）
- 高雄市私立復華中學附設幼兒園 （页面存档备份，存于）